# 沙姆希阿达德一世
沙姆希阿达德一世（英語：Shamshi-Adad I）是古亚述的一位国王，按亚述学的低年表其在位时间为前1813年－前1781年，中年表為前1809～前1776年在位，統治三十三年。他使古亚述达到鼎盛，曾一度控制美索不达米亚、叙利亚和小亚细亚的大部分地区。沙姆希阿达德一世去世后，亚述被汉谟拉比的巴比伦所败，并在整个古巴比伦时期处于臣服地位。
為了與亞述本土建立的政權區分，部分歷史學家將沙姆希·阿達德一世建立的政權稱為「上美索不達米亞帝國。」

## 权力的上升
沙姆希阿达德一世的祖先是阿摩利人，父亲伊鲁·卡布卡比（Ilu-kabkabi）是幼发拉底河中游一个小公国的统治者。他父亲去世后，王位由其兄弟继承，他则由自己创立事业。沙姆希阿达德一世在埃什南姆的纳拉姆辛统治时期去了巴比伦尼亚的卡尔杜尼亚什（Karduniash）。并从那里出发征服了埃卡拉图姆（Ekallatum）。在埃卡拉图姆待了三年后，沙姆希阿达德一世剷除了亞述王埃瑞舒姆及其势力，夺取的王位，并在位33年。

## 定都舒巴特－恩利尔
沙姆希阿达德一世通过一系列的胜利控制了哈布尔河流域，并攻取了塞赫那城（Shekhna 现 Tell Leilan），并命名其为舒巴特－恩利尔（Shubat-Enlil）。舒巴特－恩利尔位于哈布尔河源头，距亚述尔西北约240公里，这里被沙姆希阿达德一世建为都城。20世纪70年由耶鲁大学的考古队对该城遗址进行发掘，发现该古城占地90公顷，部分城墙高15米；旁边的高地上有一座面积15公顷的卫城，卫城中有神庙和金字形神塔。

## 征服马里
沙姆希阿达德一世的扩张与马里统治者亚赫敦·里姆发生冲突，因为马里控制着幼发拉底河中游到拜利赫河交汇处的图图尔（Tuttul）一带，及哈布尔河下游地区，正处于沙姆希阿达德一世扩张的路线之上。亚赫敦·里姆起先在纳噶尔（Nagar Tell Brak）打败沙姆希阿达德一世，并由此获得优势。但在前1798年的宫廷阴谋中，亚赫敦·里姆被刺杀，沙姆希阿达德一世趁机占领马里及其所控制的地域。

## 在位期间

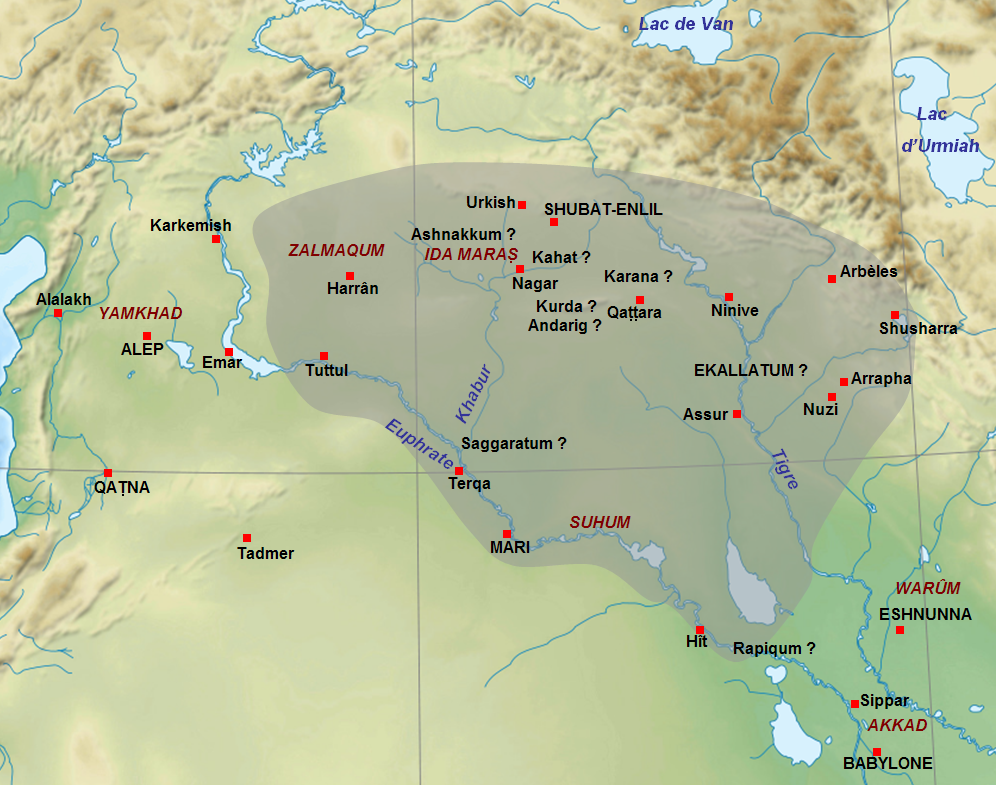
萨姆西-阿杜/沙姆希-阿达德（公元前1815-1775年）王国大致疆域的地图，绘制于其逝世前夕，其中列出了其子伊什梅-达甘（伊卡拉图姆附近）和亚斯马赫-阿杜（马里附近）的领土。图中大写字母标注的城市名称为当时中东主要王国的首都。标有问号的城市名称则为地点不明的城市。改编自F. Joannès（编著），《美索不达米亚文明词典》（巴黎，2001年），第751页（地图由M. Sauvage绘制）和D. Charpin，《巴比伦的哈穆拉比》（巴黎，2003年），第306页。

沙姆希阿达德一世统治整个美索不达米亚北部后，给自己加冕为“大王”和“天下之王”，这个称号曾经为阿卡德的萨尔贡所用。沙姆希阿达德一世在亚述尔重修神庙，原来此神庙是供奉恩利尔神的，重修后改为供奉亚述尔神。
沙姆希阿达德一世将埃卡拉图姆交由长子，也是直接王位继承人伊什麦·达干掌管；小儿子亚斯马·阿达德则掌管马里。从马里发现的档案来看，亚斯马·阿达德并不是一位称职的总督，他的父亲训斥他说“看看你自己，我们要管教你到何时？你真的还是个未成年的孩子吗？难道你还没有长大成人吗？在你的颏下还没有长出胡须吗？你要荒废你的统治到何时？难道你没有看到你的兄弟正统领着千军万马吗？那么，至于你，也要守住你的宫殿和家室。”
沙姆希阿达德一世晚年不愿把战场从扎格罗斯山脉扩展到地中海沿岸。他所统治的美索不达米亚北部帝国在他死后灭亡了。亚述尔被伊朗南部的埃兰人占领；亚斯马·阿达德被推翻，马里原统治者亚赫敦·里姆的孙子齐姆瑞·里姆（Zimri-lim）替代了他；伊什麦·达干继续统治了埃卡拉图姆数十年。随着汉谟拉比的巴比伦兴起，原先沙姆希阿达德一世帝国的大部分疆土转由巴比伦控制。
| 前任： 埃瑞舒姆二世 | 亚述国王 前1813年－前1781年 | 繼任： 伊什麦达干 |